# Gmina Nova Kapela
Gmina Nova Kapela (chorw. Općina Nova Kapela) – gmina w Chorwacji, w żupanii brodzko-posawskiej.

## Miejscowości i liczba mieszkańców (2011)
- Batrina – 1005
- Bili Brig – 272
- Donji Lipovac – 248
- Dragovci – 362
- Gornji Lipovac – 88
- Magić Mala – 398
- Nova Kapela – 907
- Pavlovci – 40
- Seoce – 284
- Siče – 306
- Srednji Lipovac – 302
- Stara Kapela – 15